# Улица Ланге

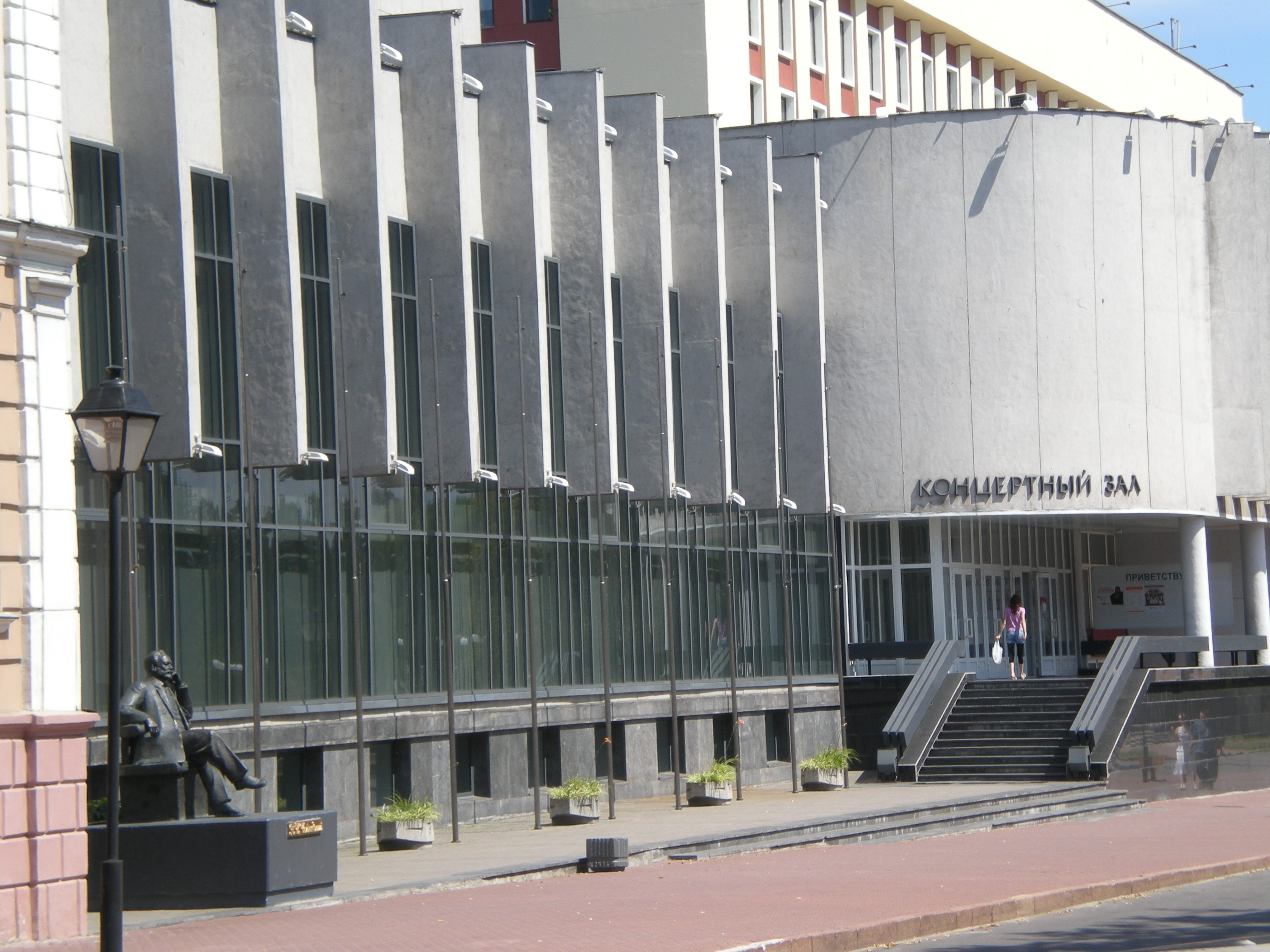
Гомельский общественно-культурный центр

У́лица Ла́нге — одна из улиц города Гомеля, расположена в Центральном районе.
Улица берёт начало у пересечения улиц Советской и Коммунаров, и заканчивается у пересечения улиц Билецкого и Пушкина. Протяжённость около 280 метров.
В 1919 году улица была переименована из улицы Барона Нолькена в улицу Ланге (в честь Ивана Ланге — председателя Гомельского ЧК, погибшего во время антибольшевистского восстания в 1919 г.

## На улице расположены
- Гомельский государственный медицинский университет
- Общественно-культурный центр